# Mariano Escobedo, Coatepec
Mariano Escobedo är en ort i Mexiko.   Den ligger i kommunen Coatepec och delstaten Veracruz, i den sydöstra delen av landet, 230 km öster om huvudstaden Mexico City. Mariano Escobedo ligger 1 277 meter över havet och antalet invånare är 561.
Terrängen runt Mariano Escobedo är kuperad. Runt Mariano Escobedo är det tätbefolkat, med 331 invånare per kvadratkilometer. Närmaste större samhälle är Xalapa, 4,8 km nordost om Mariano Escobedo. I omgivningarna runt Mariano Escobedo växer huvudsakligen savannskog.